# William Legge (1er comte de Dartmouth)
Pour les articles homonymes, voir William Legge.
William Legge (1672 - 1750), 1er comte de Dartmouth (en), est un homme politique britannique.

## Biographie
Fils de l'amiral George Legge (1er baron Dartmouth), il succède à son père à la Chambre des lords en 1691 et est créé comte de Dartmouth (en) en 1711.
Il est Secretary of State for the Southern Department (en) de 1710 à 1713, puis Lord du Sceau Privé de 1713 à 1714.
Il est le père de Henry Bilson Legge et d'Edward Legge, et le grand père de William Legge.